# Genocid
Genocid je pravni pojam koji označava djela počinjena sa specifičnom namjerom cjelovitog ili djelomičnog razaranja nacionalne, etničke, rasne ili vjerske skupine. Termin je skovao poljsko-američki pravnik Raphael Lemkin 1942. godine u djelu Axis Rule in Occupied Europe (»Vladavina sila Osovine u okupiranoj Europi«), opisujući nacistički pokolj Židova.
Definiran je u Konvenciji o sprečavanju i kažnjavanju zločina genocida koju je Opća skupština Ujedinjenih naroda prihvatila 9. prosinca 1948. godine. Preuzet je u hrvatsko zakonodavstvo nakon osamostaljenja potvrđivanjem ratifikacije Konvencije SFRJ. Zločin genocida unesen je u Kazneni zakon RH (1997). 
Za zločine genocida nadležan je danas Međunarodni kazneni sud (ICC). Hrvatska je u lipnju 2001. godine ratificirala Rimski statut ICC-a, u kojem je definicija genocida prenesena iz Konvencije.

## Međunarodnopravna definicija genocida

### Statut međunarodnog kaznenog suda
članak 6.
Za svrhe ovoga Statuta, izraz "genocid" znači bilo koje od niže opisanih djela, počinjeno u namjeri da se u cijelosti ili djelomično uništi jedna nacionalna, etnička, rasna ili vjerska skupina kao što je:
(a) ubijanje pripadnika skupine;
(b) nanošenje teške ozljede ili duševne boli pripadnicima skupine;
(c) namjerno podvrgavanje skupine životnim uvjetima kojima je cilj njezino potpuno ili djelomično fizičko uništenje;
(d) nametanje mjera s namjerom sprečavanja rađanja unutar skupine;
(e) prisilno premještanje djece iz jedne skupine u drugu. 

### Kazneni zakon RH
Prema Kaznenom zakonu Republike Hrvatske Genocid kao kazneno djelo spada u kaznena djela protiv vrijednosti zaštićenih međunarodnim pravom.
NN br. 110, 1997, Članak 156
Genocid
Tko s ciljem da potpuno ili djelomice uništi neku nacionalnu, etničku, rasnu ili vjersku skupinu zapovijedi da se članovi skupine ubijaju ili da im se nanose teške tjelesne ozljede ili da im se teško narušava tjelesno ili duševno zdravlje, ili da se pučanstvo prisilno raseljava, ili da se skupina stavi u takve životne uvjete koji bi doveli do njezina potpuna ili djelomična istrebljenja, ili da se primijene mjere kojima se sprječava rađanje između pripadnika skupine, ili da se vrši prisilno preseljavanje djece u drugu skupinu, ili tko s istim ciljem počini neko od navedenih djela, 
kaznit će se kaznom zatvora najmanje deset godina ili kaznom dugotrajnog zatvora.

## Razjašnjenja i problemi definicije

### Postojanje posebne vrste namjere
Da bi se neka radnja podvela pod pojam genocida, nije dovoljno utvrditi da se radnja (recimo ubojstvo, pa i masovno) dogodilo. Definicija genocida (kao i svakog drugog kaznenog djela) podrazumijeva dokazivanje namjere (mens rea) koja u slučaju genocida ima posebnu kvalifikaciju. Za genocid nije dovoljna namjera potrebna za počinjenje bilo kojeg od akata (namjera za ubijanje, nanošenje ozljeda, itd.) već ti akti moraju biti praćeni posebnom namjerom za uništenjem dijela ili cijele jedne od četiri zaštićene grupe: nacionalne, etničke, vjerske ili rasne skupine. S obzirom na to da je zaštićeni objekt genocida grupa, a ne pojedinac, ubojstvo pojedinaca samo po sebi ne podrazumijeva genocid.
Primjerice, u slučaju masovnog ubojstva stanovnika koji pripadaju nekoj skupini učinjenog s namjerom etničkog čišćenja (ali ne i uništenja grupe) radit će se pravno o "običnom" zločinu protiv čovječnosti, a ne o genocidu. Takav je slučaj bio npr. kada su njemački okupacijski režimi na zaposjednutim područjima za Drugog svjetskog rata strijeljali 50 ili 100 talaca kao odmazdu za jednog ubijenog njemačkog vojnika.
Često je teško dokazati je li u nekom štetnom djelu na račun neke skupine postojala namjera uništenja, no o genocidu se može govoriti samo ako se postojanje namjere uništenja dokaže van razumne sumnje. Namjeru je moguće dokazati svjedočkim iskazom, dokumentima (npr. Karadžićeva smjernica br. 7), razumno deducirati iz mnoštva činjenica (likvidacije svih muškaraca u Srebrenici), itd.

### Zaštićene grupe
Žrtve genocida su grupe, a ne pojedinci. Četiri zaštićene grupe su nacionalna, etnička, rasna ili vjerska skupina. Skupine koje ne čine ove četiri (političke grupe, invalidi, seksualne manjine) nisu zaštićene i teoretski mogu biti istrebljene bez da se pravno radi o genocidu. To je npr. slučaj sa sustavnom likvidacijom duševnih bolesnika u nacističkoj njemačkoj.
Politički motovirani progoni, čak i kada se radi o totalitarnim državama, čak i ako obuhvaćaju milijune žrtava, ne smatraju se genocidom. To je npr. slučaj pogoroma nad "kulacima" u SSSR-u krajem 1920-ih i početkom 1930-ih godina.

### Broj žrtava
Definicija genocida ne govori o tome koliko masovno moraju biti počinjena djela »u namjeri da se u cijelosti ili djelomično uništi neka nacionalna, etnička, rasna ili vjerska skupina« no sudska praksa ICTY i ICTR odredila je da u slučaju namjere uništenja dijela grupe taj dio mora tvoriti kvalitativno bitan dio. Jedno ubojstvo nikada ne može tvoriti genocid jer je predmet napada uvijek grupa, a ne pojedinac.
U izvanstručnim diskusijama o tome je li u nekom konkretnom slučaju počinjen genocid ili nije, masovnost zločinačkih postupaka obično se podrazumijeva kao snažan argument. Zato će zastupnici jednog ili drugog mišljenja u situacijama kad ne postoje egzaktni pokazatelji forsirati izrazito visoke odnosno izrazito niske procjene broja žrtava. Npr. između 1000 i 1,1 milijun za Sabirni logor Jasenovac, između 20.000 i 600.000 za Bleiburški pokolj i Križni put.

### Etničko čišćenje
Pojam etničko čišćenje, koji je ušao u politički pa i pravni jezik 1990-ih godna, zločin je protiv čovječnosti i nije sinonim za genocid jer za dokazivanje etničkog čišćenja nije potrebno dokazati namjeru uništenja nego diskriminatornu namjeru.

## Popularna upotreba pojma
Riječ genocid ušla je u svakodnevnu upotrebu. Pri tome se često koristi znatno ekstenzivnije nego što je to u međunarodnom pravu definirano. Njena popularnost uvelike proizlazi iz izrazito snažnog emotivnog naboja kojeg nosi. Ona postaje kategorija moralne, a ne pravne osude: nazvati neku radnju "genocidnom" znači izreći osobito snažnu moralnu osudu i gnušanje. (Slično je s pojmom holokaust). Mnogi pretjeranu upotrebu pojma genocid smatraju problematičnom, jer to može predstavljati banalizaciju i trivijalizaciju tog pojma.

### Polemike oko Jasenovca, Bleiburga i sl.
Problemi s definicijom genocida i emotivni naboj koji ta karakterizacija nosi stvaraju često žučne diskusije. Tako se recimo postavljaju pitanja:
- Može li se ustaški pogrom Srba u Jasenovcu (i uopće na području NDH)  nazvati genocidom?
- Mogu li se četnički pokolji Hrvata i muslimana u isto doba mogu smatrati genocidom?
- Može li se ubijanje zarobljenih vojnika Hrvatskih oružanih snaga nakon rata (Bleiburški pokolj i Križni put)  nazvati genocidom?
- Jesu li masovni pokolji (primjerice na Ovčari) za vrijeme Domovinskog rata bili genocidnog karaktera?

O tome postoje drastično različiti stavovi. Nije sporno da su se u svakom od navedenih slučajeva događale gore navedne radnje; ali pitanje je je li postojala namjera »da se u cijelosti ili djelomično uništi jedna nacionalna, etnička, rasna ili vjerska skupina«? 
Izvan sumnje je, međutim, da je i u Jasenovcu i općenito na području pod kontrolom NDH provođen genocid Srba, Židovâ i Româ.

## Tužbe BiH i Hrvatske protiv Srbije za genocid
Bosna i Hercegovina je još 1993. podnijela Međunarodnom sudu pravde (ICJ) tužbu protiv Srbije za povredu obveza iz Konvencije o sprečavanju i kažnjavanju genocida u svezi s događajima u BiH. ICJ, za razliku od gore navedenog ICC, rješava sporove između država. U veljači 2007. donesena je presuda da država Srbija nije odgovorna za genocid odnosno da se djela bosanskih Srba ne mogu imputirati Srbiji jer nije dokazano da je ostvarivala efikasnu kontrolu kako je ona definirana u slučaju Nikaragva v. SAD. Sud je također zaključio kako je genocid ograničen na područje Srebrenice, suprotno tvrdnjama zastupnika BiH koji su tražili utvrđenje genocida na širem teritoriju te da je Srbija ipak odgovorna za nesprečavanje i nekažnjavanje odgovornih. 
Presuda je izazvala šok i gorak okus u BiH i u hrvatskoj javnosti koja je proces doživljavala kao pravorijek o prirodi rata umjesto postupka o povredi obveze iz specifične konvencije. Za razliku od BiH, u kojoj je MKSBJ svojim presudama (npr. Radislav Krstić) utvrdio genocid, u Hrvatskoj pravno genocid nije utvrđen. 

## Pokazatelji
Najveći genocid u povijesti čovječanstva[nedostaje izvor] počinili su britanski kolonijalisti nad domorocima osvojenih zemalja. Pobili su najviše američkih i australskih domorodaca, slijede Maori i stanovnici predkolonijalne Indije. Kolonijalističke pokolje u većoj mjeri činili su i Španjolci i Francuzi. Genocid domorodaca u Sjevernoj Americi nastavile su u pretprošlom stoljeću i Sjedinjene Američke Države, a elemente genocida ima i ekonomski motivirano potiskivanje i istrebljivanje domorodaca u Latinskoj Americi u prošlom i ovom stoljeću, na primjer u Brazilu.